# Karskov-skibet
Karskov-skibet er et vrag, som blev fundet i januar 2020 i et lavvandet område ud for landsbyen Karskov i fjorden Slien i Sydslesvig. Det var beboerne i området, som opdagede vraget, som ragede op ved lavvande. I sommeren 2001 blev skibet bjærget. Arkæologerne daterede vraget ud fra det egetrømmer, som skibet er bygget af, til omkring 1145. Fældningsstedet synes at  være Fyn. Det oprindeligt mindst 25 m lange og 6,4 m brede Karskov-skib blev karakteriseret som  klinkbygget fragtsejler fra vikingetiden. Skibet kan opfattes som et vidnesbyrd om varetransporter ud og ind i Slesvig havn.